# VV Oosterparkers in het seizoen 1957/58
Het seizoen 1957/1958 was het derde jaar in het bestaan van de Groninger betaaldvoetbalclub Oosterparkers. De club kwam uit in de Tweede divisie B en eindigde daarin op de 15e plaats.

## Wedstrijdstatistieken

### Tweede divisie B
|       | Be Quick | Enschedese Boys | Go Ahead | Heerenveen | Heracles | N.E.C. | Oldenzaal | PEC   | Rheden | Tubantia | Veendam | Velocitas | Zwartemeer | Zwolsche Boys |
| ----- | -------- | --------------- | -------- | ---------- | -------- | ------ | --------- | ----- | ------ | -------- | ------- | --------- | ---------- | ------------- |
| Thuis | 0 – 2    | 2 – 3           | 1 – 3    | 3 – 4      | 1 – 6    | 2 – 1  | 1 – 0     | 5 – 1 | 2 – 4  | 1 – 1    | 3 – 4   | 2 – 4     | 2 – 2      | 3 – 0         |
| Uit   | 1 – 2    | 1 – 0           | 4 – 0    | 8 – 3      | 6 – 0    | 1 – 0  | 1 – 6     | 1 – 0 | 3 – 0  | 1 – 1    | 4 – 0   | 1 – 0     | 3 – 1      | 0 – 1         |

## Statistieken Oosterparkers 1957/1958

### Eindstand Oosterparkers in de Nederlandse Tweede divisie B 1957 / 1958
| Stand | Gespeeld | Gewonnen | Gelijk | Verloren | Punten | Doelpunten voor | Doelpunten tegen |
| ----- | -------- | -------- | ------ | -------- | ------ | --------------- | ---------------- |
| 15e   | 28       | 7        | 3      | 18       | 17     | 42              | 70               |

### Topscorers
| Competitie \| # \| Naam \| \| \| ---------------- \| ------------------------- \| -- \| \| 1. \| Klaas Snip \| 12 \| \| 2. \| Henk Duitsch \| 7 \| \| 3. \| Kobus Delgorge \| 6 \| \| 3. \| Jan Dijkstra \| 6 \| \| 5. \| Tjerk Bolhuis \| 1 \| \| 5. \| Chris Esschendal \| 1 \| \| 5. \| Derk Groninger \| 1 \| \| 5. \| John de Hoogen \| 1 \| \| 5. \| Geert Mulder \| 1 \| \| 5. \| Johan Mulder \| 1 \| \| 5. \| Roelie Mulder \| 1 \| \| 5. \| René Stiekema \| 1 \| \| 5. \| Mans Weessies \| 1 \| \| Eigen doelpunten \| \| \| \| 1. \| Tonny Hulsegge (Go Ahead) \| \| \| 1. \| Jan Vrieling (Velocitas) \| \| \| Totaal \| Totaal \| 42 \| |                           |      |
| # | Naam                      | Goal |
| 1. | Klaas Snip                | 12   |
| 2. | Henk Duitsch              | 7    |
| 3. | Kobus Delgorge            | 6    |
| 3. | Jan Dijkstra              | 6    |
| 5. | Tjerk Bolhuis             | 1    |
| 5. | Chris Esschendal          | 1    |
| 5. | Derk Groninger            | 1    |
| 5. | John de Hoogen            | 1    |
| 5. | Geert Mulder              | 1    |
| 5. | Johan Mulder              | 1    |
| 5. | Roelie Mulder             | 1    |
| 5. | René Stiekema             | 1    |
| 5. | Mans Weessies             | 1    |
| Eigen doelpunten |                           |      |
| 1. | Tonny Hulsegge (Go Ahead) |      |
| 1. | Jan Vrieling (Velocitas)  |      |
| Totaal | Totaal                    | 42   |